# Atteinte sexuelle sur mineur en droit français
Pour un article plus général, voir Abus sexuel sur mineur en France.
Dans le code pénal français, l'atteinte sexuelle sur mineur est une infraction prohibant et réprimant les relations sexuelles, y compris consenties, entre un majeur et un mineur sexuel. Cet acte est considéré comme un délit pénal.
L’atteinte sexuelle se compose de tout agissement en rapport avec l’activité sexuelle. Ce peut être tout acte de nature sexuelle, qu’il y ait eu ou non pénétration.
Dans certains cas, notamment si la différence d'âge est de plus de cinq ans, toute pénétration sexuelle ou acte bucco-génital est considérée comme un viol.

## Sur mineur de15 ans

### Éléments constitutifs de l'infraction
Commis sur un mineur de 15 ans, le délit d'atteinte sexuelle est défini à l’article 227-25 du code pénal de 1994, modifié par la loi du 17 juin 1998 et celle du 3 août 2018 :
« Hors le cas de viol ou de toute autre agression sexuelle, le fait, par un majeur, d’exercer une atteinte sexuelle sur un mineur de quinze ans est puni de sept ans d’emprisonnement et de 100 000 euros d’amende. »
— Article 227-25 du Code pénal
Cette infraction est constituée même si le mineur était consentant. S'il ne l'était pas, il ne s'agit plus d'atteinte sexuelle mais du délit plus grave d'agression sexuelle, voire de viol (crime) s'il y a eu pénétration.
En pratique, la jurisprudence retient rarement la qualification d'atteinte sexuelle[réf. nécessaire], en motivant sur le terme flou de surprise pour faire valoir qu'un enfant ne connaissant pas la sexualité adulte ne peut consentir à la relation, et est donc nécessairement « surpris » au sens du texte, même lorsque les apparences laissent penser l'inverse. Toutefois, il arrive qu'elle soit retenue dans le cas de victimes adolescentes de plus de 12 ou 13 ans.
Par la loi du 8 février 2010, un article 222-22-1 a été ajouté au Code pénal, donnant une définition de la « contrainte » dans le cas d’agression sexuelle et visant notamment la différence d’âge dans le cas d’une victime mineure :
« La contrainte prévue par le premier alinéa de l’article 222-22 peut être physique ou morale. La contrainte morale peut résulter de la différence d’âge existant entre une victime mineure et l’auteur des faits et de l’autorité de droit ou de fait que celui-ci exerce sur cette victime. »
— Article 222-22-1 du Code pénal
La loi du 3 août 2018 a de nouveau modifié l'article 222-22-1 du Code pénal pour préciser les significations de « contrainte morale » et de « surprise » :
« Lorsque les faits sont commis sur la personne d'un mineur, la contrainte morale mentionnée au premier alinéa du présent article ou la surprise mentionnée au premier alinéa de l'article 222-22 peuvent résulter de la différence d'âge existant entre la victime et l'auteur des faits et de l'autorité de droit ou de fait que celui-ci exerce sur la victime, cette autorité de fait pouvant être caractérisée par une différence d'âge significative entre la victime mineure et l'auteur majeur.

Lorsque les faits sont commis sur la personne d'un mineur de quinze ans, la contrainte morale ou la surprise sont caractérisées par l'abus de la vulnérabilité de la victime ne disposant pas du discernement nécessaire pour ces actes. »
— Article 222-22-1 du Code pénal
Jusqu’en 1994, l'ancien Code pénal, dans son article 331, réprimait « l’attentat à la pudeur sans violence » sur un mineur de quinze ans, même commis par un autre mineur. Le nouveau Code a remplacé l'attentat à la pudeur par la notion d'atteinte sexuelle, celle-ci n'étant une infraction que si elle commise par un majeur. Une relation consentie entre mineurs ne constitue donc plus une atteinte sexuelle.

### Circonstances aggravantes
Les circonstances aggravantes sont détaillées par l'article 227-26 du code pénal :
« L'infraction définie à l'article 227-25 est punie de dix ans d'emprisonnement et de 150 000 euros  d'amende : 
1. Lorsqu'elle est commise par un ascendant ou par toute autre personne ayant sur la victime une autorité de droit ou de fait ;
2. Lorsqu'elle est commise par une personne qui abuse de l'autorité que lui confèrent ses fonctions ;
3. Lorsqu'elle est commise par plusieurs personnes agissant en qualité d'auteur ou de complice ;
4. Lorsque le mineur a été mis en contact avec l'auteur des faits grâce à l'utilisation, pour la diffusion de messages à destination d'un public non déterminé, d'un réseau de communication électronique ;
5. Lorsqu'elle est commise par une personne agissant en état d'ivresse manifeste ou sous l'emprise manifeste de produits stupéfiants. »

— Article 227-26 du Code pénal

### Viol
Depuis la loi n°2021-478 du 21 avril 2021, si la différence d'âge est de plus de cinq ans, ou s'il y a eu rémunération ou avantage en nature, toute pénétration sexuelle ou acte bucco-génital est considérée comme un viol puni de vingt ans de réclusion criminelle.

## Sur l'adolescent de plus de quinze ans et de moins de dix-huit ans
L'article 227-27 du Code pénal prévoit le cas où le mineur a plus de quinze ans et que l'atteinte sexuelle — sans violence, contrainte, menace ni surprise — a été réalisée par un ascendant ou par une personne ayant autorité sur la victime ou par une personne abusant de l'autorité que lui confèrent ses fonctions :
« Les atteintes sexuelles sans violence, contrainte, menace ni surprise sur un mineur âgé de plus de quinze ans sont punies de cinq ans d'emprisonnement et de 45 000 € d'amende :
1. Lorsqu'elles sont commises par un ascendant ou par toute autre personne ayant sur la victime une autorité de droit ou de fait ;
2. Lorsqu'elles sont commises par une personne qui abuse de l'autorité que lui confèrent ses fonctions. »

— Article 227-27 du Code pénal
Dans tous les autres cas, il n'y a pas infraction puisque le mineur est présumé en âge de consentir.